# Frank Jehle

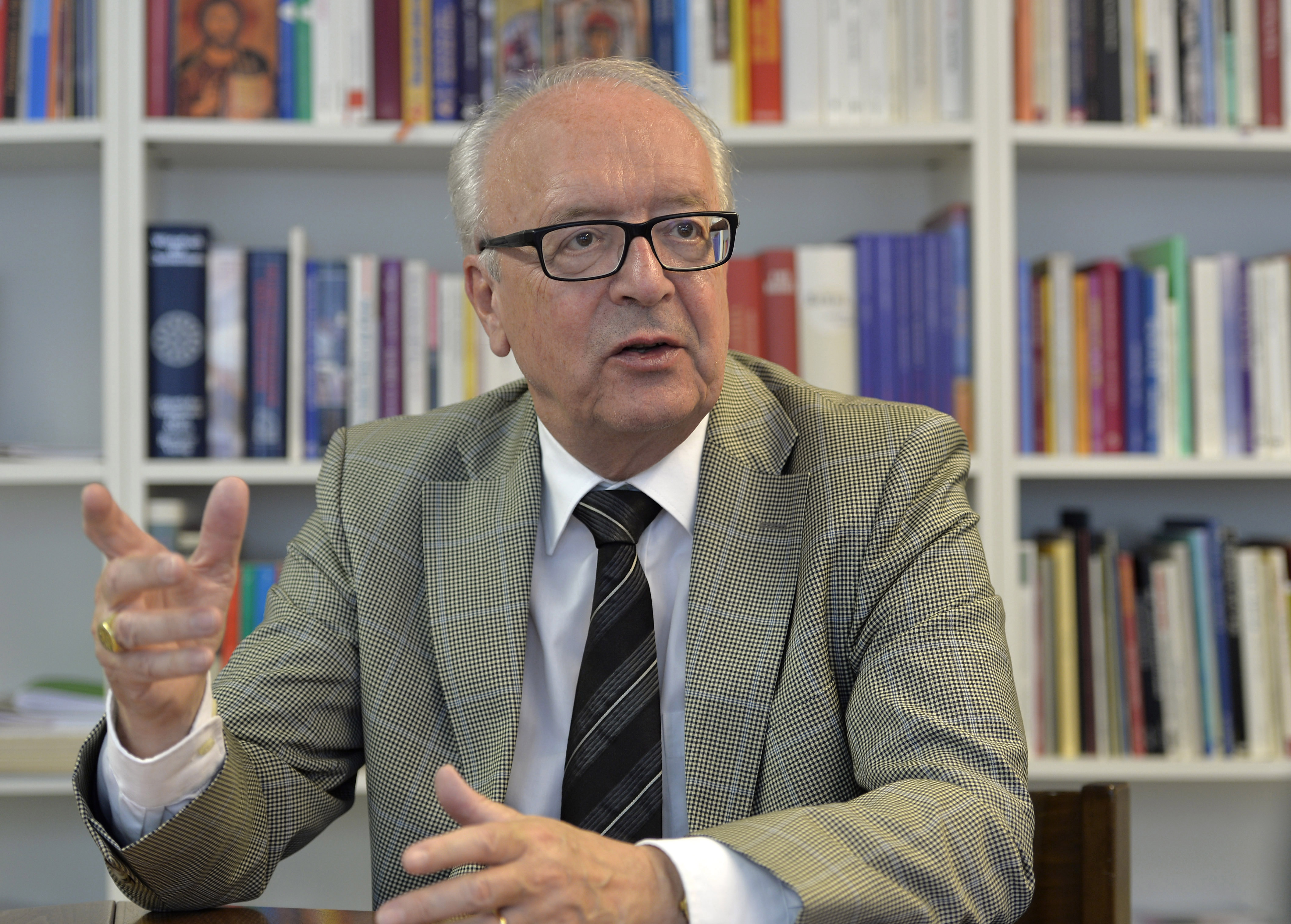
Frank Jehle (2014)

Frank Werner Jehle (* 9. September 1939 in Zürich; † 23. Oktober 2022) war ein Schweizer evangelisch-reformierter Theologe, Religionslehrer, Universitätspfarrer, Lehrbeauftragter, Autor und Redner.

## Leben
Frank Jehle absolvierte sein Theologiestudium an der Universität Zürich, der Eberhard Karls Universität Tübingen und am San Francisco Theological Seminary in San Anselmo, Kalifornien. Danach ging er zuerst ins Gemeindepfarramt in Grub AR. Ab 1970 war er Religionslehrer an Kantonsschule und Lehrerseminar Sargans. 1981 erfolgte seine Promotion zum Dr. theol. an der Universität Zürich. 1982 bis 2004 war er Universitätspfarrer und Lehrbeauftragter für evangelische Theologie an der Universität St. Gallen.
Er war Vortragsredner und Prediger. Als Publizist arbeitete er über Fragen der Religionspädagogik, der historischen und systematischen Theologie sowie über Fragen der Ethik. Seiner Kirche stellte er sich auch als Mitglied der Synode und als Synodalpräsident zur Verfügung, ebenso als Abgeordneter in der Prüfungsbehörde der evangelisch-reformierten Kirchen der deutschsprachigen Schweiz sowie ab 1990 zuerst als Mitglied und dann elf Jahre lang als Kopräsident der Evangelisch/Römisch-katholischen Gesprächskommission der Schweiz. In den Jahren 2001 bis 2007 war er Radioprediger von DRS2.
Er war mit der Historikerin Marianne Jehle-Wildberger, Tochter des Theologen Hans Wildberger, verheiratet und Vater zweier erwachsener Söhne.

## Schriften
Monographien und Broschüren
- Augen für das Unsichtbare. Grundfragen und Ziele religiöser Erziehung. Benziger, Zürich 1981, ISBN 3-545-26179-4.
- Das kleine Legendenbuch. Benziger, Zürich 1983, ISBN 3-545-28020-9; ISBN 3-7806-0815-4 (Kaufmann).
- Was glauben wir wirklich? Eine Einführung in den gemeinsamen christlichen Glauben. Benziger, Zürich 1989, ISBN 3-545-24072-X.
- Dem Tod ins Gesicht sehen. Benziger, Zürich 1993, ISBN 3-545-24112-2.
- Die zehn Gebote kurz ausgelegt. Eigenverlag, St. Gallen 1995.
- «Du darfst kein riesiges Maul sein, das alles gierig in sich hineinfrisst und verschlingt.» Freiburger Vorlesungen über die Wirtschaftsethik der Reformatoren Luther, Zwingli und Calvin. Gotthelf, Basel 1996, ISBN 3-85706-309-2.
- Wie viele Male leben wir? Seelenwanderung oder Auferstehung. Benziger, Zürich 1996, ISBN 3-545-24122-X.
- Grosse Frauen der Christenheit. Paulus-Verlag, Freiburg i. Ü. 1998, ISBN 3-7228-0436-1.
- Lieber unangenehm laut als angenehm leise. Der Theologe Karl Barth und die Politik, 1906–1968. Theologischer Verlag Zürich, Zürich 1999, ISBN 3-290-17210-4.
- Karl Barth – une éthique politique 1906–1968. Edition d’en bas, Lausanne 2002, ISBN 2-8290-0254-7
- Ever against the stream. The politics of Karl Barth, 1906–1968. Wipf & Stock, Eugene OR 2012, ISBN 978-1-62032-094-5.
- Emil Brunner, Theologe im 20. Jahrhundert. TVZ, Zürich 2006, ISBN 3-290-17392-5.
- Bei offenen Kirchenfenstern. Predigten im Radio und an der Universität. Mit 10 Zeichnungen von Hans Thomann. TVZ, Zürich 2008, ISBN 978-3-290-17499-6.
- (Hrsg.): Dominik Zili: Zu Lob und Dank Gottes. Das St. Galler Kirchengesangbuch von 1533. VGS, St. Gallen / TVZ Zürich 2010, ISBN 978-3-290-17570-2 (TVZ), ISBN 978-3-7291-1120-2 (VGS).
- Ludwig Hätzer (1500–1529) – der «Ketzer» aus Bischofszell. In: Thurgauer Beiträge zur Geschichte. Bd. 147 (2010). Verlag des Historischen Vereins des Kantons Thurgau, Frauenfeld 2011, ISBN 978-3-9522896-7-9, S. 7–125.
- Weihnachten mit Caravaggio. Kunst- und Literaturgottesdienste aus St. Gallen. Fromm Verlag, Saarbrücken 2013, ISBN 978-3-8416-0426-2.
- Hans Wildberger (1910–1986). Eine theologische Biographie. TVZ, Zürich 2015, ISBN 978-3-290-17792-8.
- Von Johannes auf Patmos bis zu Karl Barth. Theologische Arbeiten aus zwei Jahrzehnten. Herausgegeben von Adrian Schenker und Marianne Jehle-Wildberger. TVZ, Zürich 2015, ISBN 978-3-290-17832-1.
- Das Opfer Abrahams und andere Predigten. TVZ, Zürich 2017, ISBN 978-3-290-17918-2.
- (Hrsg.): «Ain christliche Underwisung der Jugend im Glouben.» Der St. Galler Katechismus von 1527. TVZ, Zürich / VGS, St. Gallen 2017, ISBN 978-3-290-17927-4 (TVZ), ISBN 978-3-7291-1164-6 (VGS).
- Die Aarauer Konferenz (1897–1939). Spiegel der evangelischen Theologiegeschichte. TVZ, Zürich 2020, ISBN 978-3-290-18298-4 (Print) / ISBN 978-3-290-18299-1 (E-Book: PDF)
- Verkündigung ist kein Monolog. Kunst- und Themapredigten für heute. TVZ, Zürich 2021, ISBN 978-3-290-18368-4 (Print) / ISBN 978-3-290-18369-1 (E-Book: PDF).

Bücher und Broschüren zusammen mit anderen Autoren
- mit Marianne Jehle: Kleine St. Galler Reformationsgeschichte. Zollikofer Fachverlag, St. Gallen 1977. 3. Auflage: TVZ, Zürich 2006, ISBN 978-3-290-17927-4, ISBN 978-3-7291-1164-6.
- mit Regine Schindler: Neuere Kinderbibeln. Beschreibung – Kritik – Empfehlungen. 3. erweiterte und stark veränderte Auflage. Schweizerisches Jugendbuch-Institut, Zürich 1979.
- mit Regine Schindler: Die Bibel für Kinder – einst und jetzt: Begleitheft zur Ausstellung des Schweizerischen Jugendbuch-Instituts. Schweizerisches Jugendbuch-Institut, Zürich 1982.
- mit V. Dogoulu, O. Dogoulu, R. Hasler, A. Mirza, V. Mirza, A. Schwendener, E. Ulusoy: Kinder islamischen Glaubens an Schweizer Volksschulen. Orientierungshilfen und praktische Hinweise für Lehrerinnen und Lehrer. Eidgenössische Ausländerkommission, Bern 1994.
- mit Rudolf Gamper, Urs Leo Gantenbein: Johannes Kessler. Chronist der Reformation. Sabon, St. Gallen 2003, ISBN 3-907928-39-3.

## Ehrungen
- 2001: Mentorpreis der Studentenschaft der Universität St. Gallen